# Ingusjetere
Ingusjetere er et kaukasisk folkeslag fra det nordlige Kaukasus, hovedsageligt den russiske republik Ingusjien. De omtaler sig selv som "Ghalghai" (галгай, fra ingusjisk: "Ghal" – fæstning, "ghai" – beboere/indbygger). Ingusjetere er for størstedelen Sufi-muslimer og taler ingusjisk, som er meget lig tjetjensk.